# Out of Ashes
Out of Ashes es el álbum debut de la banda Dead By Sunrise, proyecto paralelo de Chester Bennington vocalista de Linkin Park. El álbum fue lanzado a través de Warner Bros. Records y fue producido por Howard Benson. El disco nos muestra una faceta diferente de Chester, la cual nos habla de sus experiencias personales. La banda está compuesta por Chester y los miembros de Julien-K.

## Historia
El álbum debut de la banda fue originalmente programado para un lanzamiento en 2006, pero fue pospuesto, ya que Chester Bennington tenía previos compromisos con Linkin Park. El primer sencillo del álbum, "Crawl Back In", fue lanzado el 18 de septiembre de 2009. Corrieron rumores de que esta canción sería usada para la tercera entrega de Trasformers, confirmado por Chester Bennington, pero que fue excluida de la película.
Además de cantar , Bennington también toca la guitarra y el sintetizador en el álbum. Todos los extras, instrumental y la programación de producción fue realizada por los miembros de Julien-K Amir Derakh , Ryan Shuck , Brandon Belsky, Elias Andra, y Anthony "Fu" Valcic.

## Lanzamiento
En el verano de 2009, el nombre oficial y fecha de lanzamiento para el álbum fue anunciado. Dead By Sunrise salió de gira con Linkin Park en agosto, la promoción de Out of Ashes toco tres canciones ("Fire", "Crawl Back In","My Suffering") cada show durante el primer encore break Linkin Park. El primer sencillo del álbum, "Crawl Back In", fue lanzado para su descarga el 18 de agosto, con un video musical fue puesto en libertad el 8 de septiembre. El álbum fue subido a la banda oficial de MySpace el perfil el 9 de octubre, sólo cuatro días antes del lanzamiento oficial el álbum alcanzó el puesto # 29 en el Billboard 200.

## Promoción
El 13 de octubre de 2009, el mismo día de la liberación del álbum, Dead By Sunrise hicieron su primera aparición en televisión en The Late Show con David Letterman . La banda también realizó el 21 de octubre de 2009 en Jimmy Kimmel Live! .
Después de su lanzamiento, Dead by Sunrise procedió a recorrer todo el Estados Unidos , Europa y Asia , la promoción de la misma. El 24 de noviembre, el funcionario segundo sencillo, "Let Down" fue lanzado, junto con un vídeo de la música de acompañamiento. El 28 de enero de 2010, el funcionario tercer sencillo del álbum fue anunciado que, "Inside of Me". El cuarto sencillo es "Too Late".

## Lista de canciones
Todas las canciones escritas y compuestas por Chester Bennington. 
| N.º | Título                                            | Duración |  |
| 1.  | «Fire»                                            | 3:50     |  |
| 2.  | «Crawl Back In»                                   | 3:03     |  |
| 3.  | «Too Late»                                        | 2:59     |  |
| 4.  | «Inside of Me»                                    | 2:18     |  |
| 5.  | «Let Down»                                        | 3:58     |  |
| 6.  | «Give Me Your Name»                               | 4:56     |  |
| 7.  | «My Suffering»                                    | 2:59     |  |
| 8.  | «Condemned»                                       | 2:37     |  |
| 9.  | «Into You»                                        | 3:23     |  |
| 10. | «End of the World»                                | 3:56     |  |
| 11. | «Walking in Circles»                              | 4:43     |  |
| 12. | «In the Darkness»                                 | 5:24     |  |
| 13. | «Morning After» (Japanese and iTunes Bonus Track) | 3:29     |  |
| 14. | «Crawl Back In (Live)» (iTunes Bonus Track)       | 3:11     |  |

## Personal
- Chester Bennington - voz, guitarra, sintetizador
- Ryan Shuck - guitarra rítmica, beatbox (canción: 12), sintetizador
- Amir Derakh - guitarra líder y rítmica, sintetizador, bajo, programación
- Brandon Belsky - bajo, sintetizador y programación aggiuntivo
- Elias Andra - batería
- Anthony "Fu" Valcic - teclado, programación

- Datos: Q1227130